# Проект «Раковый геном»
Прое́кт «Ра́ковый гено́м» (англ. Cancer Genome Project) — исследовательский проект при Институте Сенгера, нацеленный на поиск мутаций, ведущих к развитию раковых заболеваний человека. Проект был запущен Майклом Стрэттоном в 2000 году, и возглавляется им и его коллегой Питером Кэмпбеллем. «Раковый геном», как и аналогичный проект «Атлас Ракового Генома» (англ. The Cancer Genome Atlas (TCGA)) при Национальном институте рака в США, ставит своей целью усовершенствование диагностики, лечения и предотвращения опухолевых заболеваний посредством изучения молекулярных основ их развития.
С помощью методов высокопроизводительного секвенирования исследуется генетический материал из опухолей различных типов. Результаты публикуются в базе данных Catalogue of Somatic Mutations in Cancer (COSMIC), самой полной из имеющихся баз данных о генетических изменениях в раковых клетках. По состоянию на 4 мая 2019 года, выпущена 88-я версия от 19 марта 2019 года. База обновляется раз в три месяца.
Совместно с Центром молекулярной терапии при Массачусетской больнице общего профиля в Бостоне, «Раковый геном» развивает базу данных Genomics of Drug Sensitivity in Cancer (GDSC), содержащую информацию о скрининге противоопухолевых препаратов. Целью коллаборации является усовершенствование лечения раковых заболеваний на основе предсказания возможной реакции организма пациента на противоопухолевый препарат.
Исследовательская группа, работающая над проектом «Раковый геном», публикует на портале Института Сенгера разработанные ими программы для работы с данными о раковых геномах: BioView и AutoCSA (программы для детекции мутаций), Allele-Specific Copy number Analysis of Tumors (ASCAT) и другие. На странице проекта можно найти публикации исследовательской группы, большинство из которых находится в открытом доступе.

## Система COSMIC
Catalogue of Somatic Mutations in Cancer (COSMIC) — одна из самых больших и полных онлайн баз данных соматических мутаций, свойственных различным типам опухолевых заболеваний человека. Обновляется раз в три месяца. По состоянию на 4 мая 2019 года, выпущена 88-я версия от 19 марта 2019 года.
Система пополняется двумя способами. Первый — ручной сбор данных курирующими экспертами; источником служат рецензируемые издания, из которых эксперты отбирают информацию и вносят её в систему. Второй — полуавтоматический сбор данных: загружаются данные по масштабному скринингу больших раковых геномов и экзомов из баз The Cancer Genome Atlas (TCGA) и International Cancer Genome Consortium (ICGC).
Накопленная COSMIC информация о 2500 раковых заболеваниях человека делает возможными выводы о соответствии мутаций определённому типу опухоли. Представленные в COSMIC данные подтверждаются научными публикациями (около 20 000 статей PubMed), тщательно отбираемыми кураторами (около 30 % публикаций отвергаются). Все данные, представленные в COSMIC, доступны для скачивания в нескольких форматах после регистрации на сайте.

### История
База данных была запущена 4 февраля 2004 года и содержала информацию о четырёх генах: HRAS, KRAS, NRAS и BRAF. К концу 2005 года в базе данных были представлены последовательности 529 генов из 115 327 опухолей, содержащие 20 981 мутацию. К концу августа 2009 года COSMIC включал данные, полученные в ходе 1,5 миллионов экспериментов и описывающие более 90 000 мутаций в 13 423 генах почти в 370 000 типов опухолей. 48-я версия COSMIC, выпущенная в июле 2010, содержала 141 212 мутаций, определённых в ходе более чем 2,76 миллионов экспериментов для более 50 000 типов опухолей. 70-я версия (август 2014 года), включала уже 2 002 811 точечных мутаций в кодирующих последовательностях, определённых для свыше миллиона опухолей человека. Кроме мутаций данного типа, в 70-й версии уже описаны более 6 миллионов мутаций в некодирующих областях, 10 534 слияний генов, 61 299 геномных перестроек, 695 504 участков с нарушенной копийностью и более 60 миллионов случаев изменения экспрессии генов.

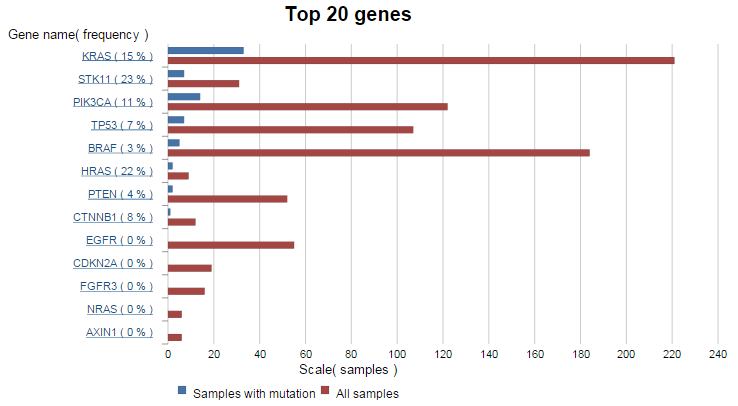
Гены, мутации которых наиболее характерны для аденокарциномы шейки матки (получено с помощью 72-й версии COSMIC)

### COSMIC
COSMIC предоставляет доступ ко всем данным в системе. Система включает ряд инструментов: Cancer Browser, Genome Browser, GA4GH Beacon, CONAN.
Cancer Browser позволяет проанализировать информацию о свыше 2500 типах раковых заболеваний. Выбрав тип ткани (44 вариантов в версии 80) и её гистологии, можно получить данные о встречаемости в них мутаций. К примеру, можно получить график, отображающий наиболее часто мутирующие гены, аннотированные в Cancer Gene Census, и частоты их мутации, определяемые как отношение числа образцов с мутациями (показано синим) к числу проанализированных образцов (показано красным).
Genome Browser позволяет осуществить поиск информации о мутациях в интересующем гене. Так, для гена транскрипционного фактора p53 (TP53) в 72-й версии COSMIC представлены данные, основанные на анализе 104 011 индивидуальных образцов и 27 507 из них несли мутации данного гена. Также приведены 2213 статьи PubMed с описанием и ссылками на источники.
GA4GH (Глобальный альянс геномики и здоровья, англ. Global Alliance for Genomics and & Health) Beacon — это сервис для предоставления COSMIC генетических данных сообществом.
CONAN — инструмент для анализа вариаций числа копий генов.

### Cancer Gene Census (CGC)
Cancer Gene Census содержит список генов (723 на май 2019, версия 88), их отношение к возникновению заболевания, типы мутаций, приводящие к дисфункции гена в раковых клетках, а также типы опухолей, в которых наблюдаются данные мутации.
Отбор кандидатов начинается с поиска паттернов соматических мутаций, приводящих к развитию рака. Для выявления функции выбранного гена и его влияния на развитие рака далее проводится тщательный обзор литературы. На этой стадии ген классифицируется как онкоген, ген-супрессор опухоли, либо как обладающий обеими функциями. Если функция гена проявляется в результате слияния с другим геном, он обозначается как ген слияния (англ. fusion gene).
В зависимости от того, насколько хорошо доказано участие гена в онкогенезе, гены классифицируются на два «яруса» (англ. tiers). Гены Яруса 1 (Tire 1) характеризуются паттернами мутаций, участие и функции которых в этиологии опухоли считаются прочно доказанными. Для отнесения гена к Ярусу 1 необходимо наличие как минимум двух публикаций от двух независимых групп, которые описывают соматическую мутацию гена в как минимум одном типе рака. В Ярус 2 (Tire 2) попадают гены, участие которых в развитии рака доказано на обширных литературных данных, однако информации, подтверждающей последствия мутации существует недостаточно.
Последняя версия CGC содержит 723 гена (576 Яруса 1, 147 Яруса 2). Из них 562 определяются как онкогены и/или онкосупрессоры, 132 гена с неизвестной функцией проявляют свою активность в результате слияния, 30 генов не были отнесены ни к одной из групп.
В 86-м обновлении была добавлена возможность визуализации данных об особенностях участия гена в развитии опухоли. В краткой записи приводится описание функции самого гена и его связь с десятью основными признаками рака.

### COSMIC-3D
COSMIC-3D — интерфейс для изучения раковых мутаций по трехмерной структуре белка; впервые представлен в 80 выпуске COSMIC, подготовлен в партнерстве с with Astex Pharmaceuticals (Cambridge, UK). Инструмент показывает трехмерную визуализацию более чем 8000 белков, на которых отмечены мутации из базы COSMIC, а также их частота и эффект.
Вначале работы программы мутация картируется на последовательность белка из UniProt, затем на PDB-структуру белка при помощи SIFTS UniProt-to-PDB. Кроме того, COSMIC-3D может искать пересечения между местом мутации, приводящей к развитию рака, известными сайтами связывания низкомолекулярных веществ и сайтами связывания лекарств, предсказанных fPocket. Полученные данные могут позволить производить молекулы, специфически связывающиеся с мутированными белками.

### COSMIC Cell Line Project
COSMIC Cell Line Project содержит информацию о полном секвенировании экзомов более чем 1015 различных раковых клеточных линий. Экзомы добавляются непосредственно после их получения, до публикации. Использование COSMIC Cell Line Project позволяет осуществлять более осмысленный выбор клеточных линий для исследований и более качественную интерпретацию результатов.

## Genomics of Drug Sensitivity in Cancer

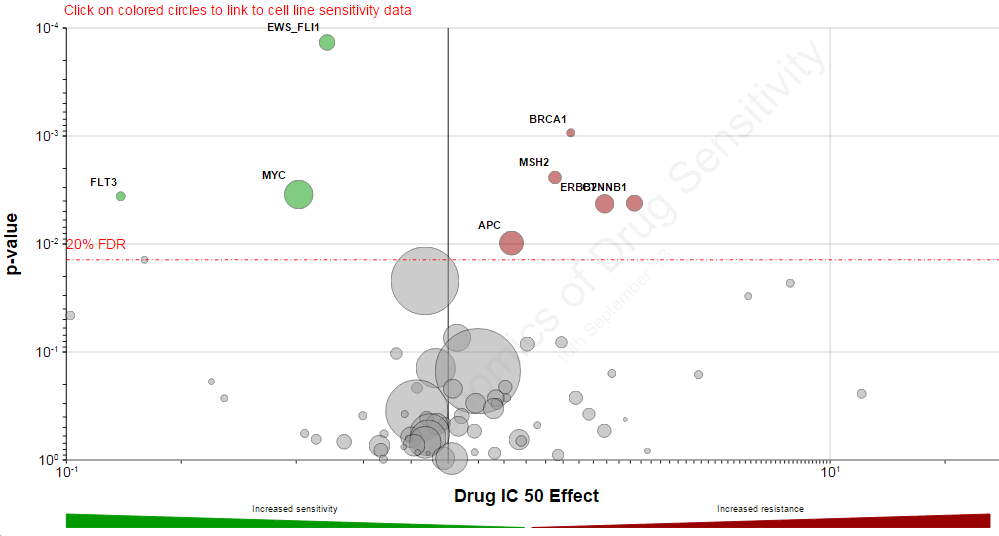
«Volcano plot» для цисплатина (получено с помощью 5-й версии GDSC)

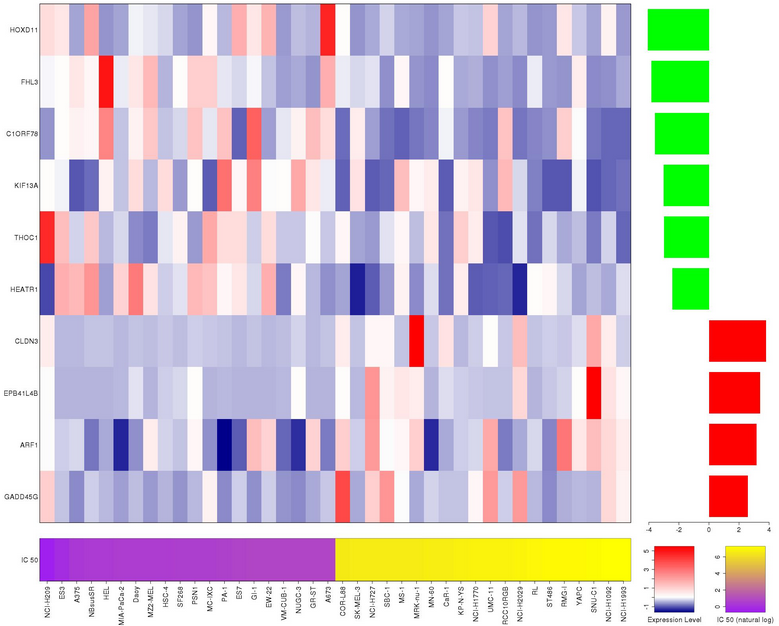
«Elastic net plot» для цисплатина (получено с помощью 5-й версии GDSC)

Genomics of Drug Sensitivity in Cancer (GDSC) — дополнительный ресурс проекта «Раковый геном», содержащий информацию о чувствительности свыше 700 опухолевых клеточных линий к более чем 140 противораковым препаратам, а также предоставляющий данные о корреляции между мутациями и чувствительностью к препаратам. Представленные в GDSC данные были получены высокопроизводительным скринингом, проводимым в рамках проекта «Раковый геном» Институтом Сенгера и Центром молекулярной терапии при Массачусетской больнице общего профиля в Бостоне для коллекции из свыше 1000 клеточных линий. Соединения, выбранные для скрининга, включают как препараты одобренные для применения в клинике и проходящие клинические испытания, так и препараты ещё находящиеся в разработке. Данные соединения воздействуют на целый ряд мишеней, в том числе на компоненты сигнальных путей с участием тирозин-киназных рецепторов, контроля клеточного цикла и системы ответа на повреждение ДНК.
Неотъемлемым свойством GDSC является интеграция информации как о раковых геномах, так и о чувствительности опухолевых клеток к препаратам. С целью выявления маркеров для предсказания ответа на препарат применяются 2 дополняющих друг друга аналитических подхода.
Первый поход — multivariate analysis of variance (MANOVA), разновидность метода ANOVA, используется для определения корреляции между чувствительностью к препарату (по IC50 и наклону кривой доза-эффект) и изменениями в геноме клетки (точечными мутациями, амплификациями или делециями генов и др.). При этом для каждой пары препарат-ген MANOVA определяется характер эффекта и статистическая значимость связи. Данные представляются в виде «Volcano plot».
Размер отображаемых кружков соответствует числу событий, взятых для анализа. Наведение на кружок позволяет узнать информацию, касающуюся размера выборки (число клеточных линий), эффект (во сколько раз чувствительность к препарату усиливается или уменьшается) и p-value.
Второй подход — применение штрафной функции «elastic net». Данные, анализируемые с помощью данной штрафной функции, помимо подаваемых MANOVA, включают полногеномные транскрипционные профили и типы тканей. Функция «elastic net» определяет характеристики, связанные с определённым ответом на препарат (значением IC50) той или иной клеточной линии. Данные представляются в виде «elastic net plot» — тепловой карты и гистограммы. Тепловая карта отображает мутации 20 наиболее устойчивых и 20 наиболее чувствительных к данному препарату клеточных линий. Цвета карты отображают экспрессию и копийность (синий — низкая, красный — высокая). Гистограмма показывает изменение чувствительности к препарату, соответствующее мутации (увеличение — красный, снижение — зелёный).

## Результаты исследований
Исследования, проводимые участниками проекта «Раковый геном», пополняют знания, накопленные о модификациях генома, ведущих к опухолевым трансформациям, позволяя усовершенствование методов предсказания, диагностики и терапии. Работы посвящены исследованию самых различных типов опухолей. Кроме того, ведётся поиск маркеров раковых заболеваний и разработка систем для проведения исследования на модельных организмах.

### Рак молочной железы
Одним из направлений работы проекта «Раковый геном» является исследование рака молочной железы. Так, анализ соматических мутаций 21-го типа рака молочной железы выявил наличие регионов с повышенной частотой мутаций (такой регион был назван «kataegis»). Данные области колокализировались с соматическими перестройками, и замены в данных регионах практически всегда приходились на цитозин TpC динуклеотидов. За основу данного явления была предложена работа представителей APOBEC семейства цитидин деаминаз. Дальнейшие исследования послужили в пользу данной гипотезы, показав, что типы рака молочной железы с делецией APOBEC3B характеризуются большим числом мутаций в регионах «kataegis».
Анализ точечных мутаций и вариаций числа копий генов для 100 разновидностей рака молочной железы выявил многочисленные нарушения в геноме, в частности 9 новых генов (AKT2, ARID1B, CASP8, CDKN1B, MAP3K1, MAP3K13, NCOR1, SMARCD1 и TBX3) были ассоциированы с данным типом рака. При этом мутации в генах MAP3K1, MAP2K4, MAP3K13 и AKT2 нарушают активацию сигнального пути JUN, снижение активности которого показано для более чем 50 % типов рака молочной железы. Для мутаций в ряде генов (ARID1B, CASP8, MAP3K1, MAP3K13, NCOR1, SMARCD1 и CDKN1B) было выявлено усиление экспрессии укороченных изоформ белков, что предполагает, что исходные формы данных белков могут относиться к супрессорам развития трансформаций. Кроме того, была показана связь между пониженной экспрессией рецепторов эстрогена и ускоренным накоплением мутаций с возрастом.

### Рак почки
Скрининг около 3500 генов выявил несколько новых генов, мутации которых ведут к развитию гипернефроидной опухоли почки, редкой разновидности рака почки. Данные гены включают кодирующие деметилазы UTX (KDM6A) и JARID1C (KDM5C) и кодирующий метилазу ген SETD2. Данные ферменты модифицируют ключевые остатки лизина гистона H3, влияя на структуру хроматина и транскрипцию генов. При этом совместно данные мутации присутствует менее чем в 15 % случаев развития гипернефроидной опухоли почки, предполагая существование ещё не выявленных генов. Более поздние эксперименты по секвенированию экзома выявили ген PBRM1, компонент комплекса SWI/SNF, отвечающего за перестройки хроматина, в качестве одного из самых важных генов, мутации которого в 41 % случаев приводят к гипернефроидной опухоли почки.

### Рак легкого
Результаты секвенирования, проведенного для клеточной линии NCI-H209 злокачественной мелкоклеточной опухоли легкого, выявили 22 910 соматических замен, в том числе 132 в кодирующих участках, ассоциированных с табакокурением. При этом для клеточной линии NCI-H209 была показана дупликация 3-8 экзонов CHD7, а для двух других линий мелкоклеточной опухоли легкого продемонстрировано слияние генов PVT1 и CHD7, в совокупности предполагая, что мутации гена CHD7 способствуют развитию заболевания.

### Рак поджелудочной железы
Было показано, что раку поджелудочной железы свойственны разнообразные перестройки, приводящие к дисфункции теломер и нарушению контроля клеточного цикла, в частности к поломкам перехода из фазы G1 в S-фазу. Это запускает амплификацию онкогенов, что преимущественно происходит на ранних стадиях развития заболевания.

### Рак толстой кишки
Важным направлением работы исследовательской группы является изучение одного из наиболее распространенных видов рака — рака толстой кишки (колоректальной карциномы).
Число комбинаций различных генетических изменений не позволяет выявить функциональный вклад каждого потенциального гена в развитие опухоли. Поэтому, несмотря на то что определение геномных изменений в индивидуальных опухолях возможно с высокой точностью и по относительно низкой цене, эти данные сложно интерпретировать с точки зрения прогнозирования развития заболевания и поиска нужных лекарств, для этого требуется наличие модельной системы для анализа генотип-фенотипической корреляции. Такими модельными системами могут служить трехмерные органоиды. В данном исследовании с использованием Lgr5 стволовых клеток (располагаются в криптах) были получены опухолевые органоидные культуры 20 пациентов с колоректальной карциномой. Было показано, что спектр генетических изменений, а также анализ генной экспрессии в органоиде согласуется с таковыми в самой опухоли. Кроме того, органоид поддается лекарственному скринингу. В качестве примера было приведено влияние ингибитора поркупина на мутантов по гену RNF43, в результате чего рост мутанта прекращался.
Для выяснения природы внутриопухолевого разнообразия были охарактеризованны органоиды, полученные из множества единичных клеток из трёх различных опухолей колоректальной карциномы, а также из стволовых клеток крипт. Было показано, что во всех раковых клетках число соматических мутаций в несколько раз больше, чем в нормальных клетках, причем большинство мутаций оказались приобретены в ходе финальной клональной экспансии рака, посредством процессов, отсутствующих в нормальных клетках. Также наблюдались различия в транскриптомах и метиломах внутриопухолевых клеток. Данные различия проявляются в разной реакции даже близкородственных клеток на противораковые препараты.

### Поиск новыхбиомаркеровчувствительности/устойчивости опухолей к терапии
Анализ данных, представленных в GDSC, выявил ряд потенциальных биомаркеров для терапевтического использования. В частности, было показано, что мутации TP53 коррелируют с устойчивостью к нутлину-3a, ингибитору MDM2 убиквитинлигазы p53. Амплификация CCND1 (CyclinD1) или потеря SMAD4 были ассоциированы с повышенной чувствительностью к многочисленным ингибиторам семейства EGFR, например к лапатинибу. Потеря SMAD4 сопровождалась повышенной экспрессией EGFR. Инактивация STK11, репрессора mTOR, коррерировала с повышением чувствительности к ингибитору белка теплового шока HSP90, 17-AAG. Кроме того, посредством выявления транслокации EWS-FLI1 в качестве маркера чувствительности к ингибиторам PARP, была отмечена повышенная чувствительность к соединениям данного характера клеток саркомы Юинга, что предлагает новые методы борьбы с данным заболеванием.

### Разработка экспериментальных систем для изученияканцерогенеза
Круглый червь Caenorhabditis elegans, широко используемый модельный организм, был предложен в роли экспериментальной системы для изучения влияния канцерогенов и дефектов системы репарации ДНК. Проведено секвенирование полных геномов 183 популяций C. elegans с 17 разновидностями генетических бэкграундов (дикий тип и особи с нокаутированными генами репарации ДНК и системы ответа на повреждения ДНК), в результате чего были выявлены 1559 замен, 406 вставок и 281 геномная перестройка. Полученные результаты были сопоставлены с данными, накопленными о канцерогенезе человека.
Проанализировано действие таких канцерогенов, как афлатоксин B1, хлорметин и цисплатин на C. elegans. Интересно, что мутагенные свойства цисплатина наиболее проявлялись в мутантах xpf-1, предполагая важную роль данного гена в защите клеток от данного ДНК-повреждающего агента. В целом же результаты экспериментов соответствовали ранее известным данным о действии рассматриваемых канцерогенов, продемонстрировав возможность применения экспериментальной системы для изучения менее исследованных веществ. В частности, более 240 соединений рассматриваются в качестве потенциальных канцерогенов. Однако накопленной информации об их действии недостаточно, и использование экспериментальной системы представляет собой удобный способ для её получения.

### Геномы предраковых клеток
Анализ геномов клеток эпителия пищевода показал, что некоторые мутации приводят к обогащению эпителия клонами мутировавших клеток. Так, мутанты по гену NOTCH1, который отвечает за взаимодействие контактирующих клеток, могут составлять до 80 % клеток эпителия в людях среднего и старшего возраста, а мутанты по гену TP53 — до 37 %. Подобные результаты были получены всего для 14 мутаций, участвующих в раковом перерождении. При этом частота мутантов по гену NOTCH1 у здоровых людей была больше, чем у больных раком пищевода. Это позволяет предположить, что некоторые мутации могут приводить к бурному клональному размножению, но уменьшать шанс ракового перерождения.

### Рак простаты
Результаты секвенирования 112 первичных и метастатических опухолей простаты привели к обнаружению 22 новых генов, приводящих к развитию рака. Кроме того, было обнаружено ещё 2 не кодирующих белки участка, ассоциированных с раком простаты. Также было выяснено, в каком порядке эти мутации происходят в развивающихся опухолях. Анализ открытых и уже известных мутаций показал, что 11 из них являются мишенями имеющихся лекарств, 7 — мишенями лекарств, проходящих клинические испытания, для 13 проводятся исследования и разработка лекарств и 49 потенциально могут быть мишенями будущих препаратов.

### CRISPRcleanR
Для того, чтобы точнее оценивать искажения, вызванные использованием системы CRISPR-Cas для анализа генов путем их нокаутирования, был создан новый алгоритм CRISPRcleanR. Было учтено систематическое недооценивание logFC для участков, содержащих много копий мишеней направляющей РНК, а также некоторые другие отклонения. Новый алгоритм уменьшает частоту ложноположительных находок, оставляя частоту истинных положительных находок на прежнем уровне. CRISPRcleanR находится в свободном доступе и представлен как пакет R и пакет Python.